# 대전글꽃중학교
대전글꽃중학교(大田글꽃中學校)는 대한민국 대전광역시 중구 문화동에 있는 공립 중학교이다.

## 학교 연혁
- 2006년 11월 6일 : 대전글꽃중학교 설립 인가 (36학급)
- 2007년 3월 1일 : 초대 정용직 교장 취임
- 2007년 3월 2일 : 개학식 (2학년 2학급, 3학년 3학급, 111명)
- 2007년 3월 5일 : 입학식 (일반학급 8학급, 특수학급 1학급, 308명)
- 2008년 2월 12일 : 제1회 졸업식(1학급 40명)
- 2023년 9월 1일 : 제6대 임미순 교장 취임
- 2024년 1월 5일 : 제17회 졸업식(11학급 338명, 누계 5,627명)
- 2024년 3월 4일 : 제18회 입학식(11학급 305명)

## 참고 자료
- 대전글꽃중학교 - 한국교육학술정보원 학교알리미